# Sarrampion
Le Sarrampion est une rivière du Sud de la France. C'est un affluent de la Gimone donc un sous-affluent de la Garonne. 
Il a été chanté par le poète Saluste Du Bartas dont le château du Bartas domine la vallée : « puisse-je, ô Tout-Puissant, inconnu des grands rois/ mes solitaires ans achever par les bois/ mon étang soit ma mer, mon bosquet mon Ardennes/ la Gimone mon Nil, le Sarrampion ma Seine/mes chantres et mes luths les mignards oiselets/ mon cher Bartas mon Louvre et ma cour mes valets. »

## Géographie
De 25,4 km de longueur, le Sarrampion prend sa source dans le Gers commune de Razengues, et se jette dans la Gimone sur la commune de Maubec en Tarn-et-Garonne.

### Départements et communes traversés
- Gers : Monferran-Savès, Escornebœuf, Razengues, Catonvielle, Roquelaure-Saint-Aubin, Saint-Germier, Thoux, Saint-Cricq, Sirac, Cologne, Saint-Georges, Sainte-Anne, Sarrant.
- Tarn-et-Garonne : Maubec.

### Bassin versant
Le Sarrampion traverse les cinq zones hydrographiques O280, O281, O282, O283, O284 pour une superficie totale de 477 km2.

### Organisme gestionnaire
L'organisme gestionnaire est le SIAA de la Gimone ou Syndicat intercommunal d'aménagement et d'assainissement de la Gimone, créé en décembre 1976, et sis à Gimont et à L'Isle-en-Dodon.

## Affluents
Le Sarrampion a vingt tronçons affluents dont :
- le ruisseau d'en Bissac (rd), 3,2 km ;
- le ruisseau d'en Pons ou ruisseau l'Arcadèche (rd) 5,9 km sur quatre communes avec cinq affluents et avec le lac de Thoux St-Cricq ;
- le ruisseau du Pest (rd), 10,7 km avec sept affluents et de rang de Strahler quatre ;
- le ruisseau de la Mort (rg), 4,5 km.

Donc son rang de Strahler est de cinq.

## Aménagements et écologie

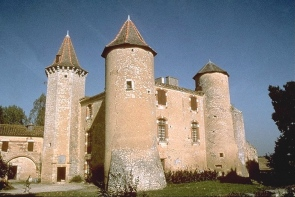
Le château du Bartas.